# Bülbülyuvası
Il bülbülyuvası è un dessert della cucina turca a base di yufka (pasta fine), sciroppo di zucchero e pistacchi. Può essere considerato una varietà di baklava. In turco bülbül significa usignolo, yuva significa nido di uccelli, quindi bülbül yuvası significa "nido dell'usignolo". Questo nome si riferisce alla forma del dolce. Le crocchette di pasta imbevute nello sciroppo di zucchero sono ripiene di pistacchi.